# エディ・リベラ
エディ・リベラ（Eedy Revera、1988年12月18日 - ）はドミニカ共和国サンペドロ・デ・マコリス出身の野球選手（投手・野手）。

## 来歴・人物
- 野球は7歳の頃から始める[1]。
- 2008年から投手に転向すると、カージナルス下部組織でプレーし、12試合の登板で防御率3.12という成績を残した[2]。また、この頃から周囲から「3年でメジャーリーグに昇格」等と言われて期待されていたが、米国ビザが取得出来ないという理由で断念した[1]。
- 2010年、パドレス下部組織でプレーし、8試合の登板で防御率7.94だった[2]。ビザの取得が出来ない理由で1シーズンの退団となった。その後、複数の球団からオファーもあったが再びビザが原因となり契約出来なかった[3]。
- 2011年、以前中日ドラゴンズでプレーしていたマーチン・バルガスがコーチを務める野球スクールに2年間在籍した[3]。
- 2013年、中日ドラゴンズの通訳兼ブルペン捕手のルイス・フランシスが推薦し、1月10日に春季キャンプにテスト生として参加することが発表された[4]。来日初日のブルペン投球では140km/hを越えるボールを投げた[5]。また、テストの期間が始まる前にもかかわらずピッチングを見ていた当時の監督高木守道から「開幕投手」と太鼓判が出た[6]。2月5日のハンファ・イーグルスとの練習試合に2番手として登板し、1回無失点1四球という結果だったが、自慢のストレートが発揮できず、不合格となり、ドミニカ共和国に帰国した[7][8][9]。

## 選手としての特徴
- フォームはスリークォーターでストレートの最高球速は約163km/h（自称）[3]。球種はスライダー、スプリット、シンカー、カーブ。「スライダー、スプリットが得意」だと語っている[1]。